# Dimethandrolone
Dimethandrolone (DMA), còn được biết đến với tên mã phát triển CDB-1321, là một steroid thử nghiệm androgen/ đồng hóa (AAS) và thuốc proestogen đang được điều tra để sử dụng lâm sàng.
Dimethandrolone là AAS, và do đó là chất chủ vận của thụ thể androgen, đích sinh học của androgen như testosterone. Nó cũng là một progestin, hoặc một proestogen tổng hợp, và do đó là một chất chủ vận của thụ thể progesterone, đích sinh học của proestogen như progesterone. Do hoạt động androgenic và proestogen của nó, dimethandrolone có tác dụng kháng gonadotropic. Nó không có hoạt động estrogen.
Dimethandrolone được mô tả lần đầu tiên vào năm 1997. Nó được phát triển bởi Chi nhánh Phát triển Tránh thai của Viện Sức khỏe Trẻ em và Phát triển Con người, một cơ quan trong chính phủ Hoa Kỳ.
Một ester và tiền chất của dimethandrolone, dimethandrolone undecanoate (DMAU) (CDB-4521), đang được phát triển để sử dụng như một loại thuốc tránh thai cho nam giới và trong liệu pháp thay thế androgen cho nam giới.

## Dược lý

### Dược lực học
Dimethandrolone là AAS, mặc dù nó cũng đã được mô tả như một bộ điều biến thụ thể androgen chọn lọc (SARM). Là một AAS, nó là một chất chủ vận mạnh của thụ thể androgen (AR).
Không giống như testosterone và các AAS khác, dimethandrolone không được chuyển hóa bởi 5α-reductase. Ngoài ra, dẫn xuất giảm 5α của dimethandrolone, 5α-dihydrodimethandrolone (5α-DHDMA), chỉ sở hữu 30 đến 40% hiệu lực của dimethandrolone như là một chất chủ vận của AR, cho thấy dimethandrolone không phải là chất chủ vận của AR. hoạt động của nó như một AAS và ngay cả khi nó là chất nền cho 5α-reductase, nó sẽ không được tạo ra trong các mô androgen như da và tuyến tiền liệt. Như vậy, dimethandrolone và este tiền chất của nó như DMAU được cho là có nguy cơ giảm androgenic tác dụng phụ và tình trạng như tăng sản lành tính tuyến tiền liệt, ung thư tuyến tiền liệt, rụng tóc da đầu, và mụn trứng cá liên quan đến testosterone và một số AAS khác.
Dimethandrolone không phải là chất nền cho aromatase, và vì lý do này, không được chuyển đổi thành dẫn xuất A- ring thơm tương ứng 7α, 11β-dimethylestradiol, một estrogen mạnh. Như vậy, dimethandrolone không phải là estrogen. Điều này trái ngược với nandrolone, mặc dù tốc độ aromatization của nó thành estrogen estradiol giảm so với testosterone, vẫn được chuyển đổi đến một mức độ đáng kể.
Tương tự như nandrolone và các dẫn xuất 19-nortestosterone khác, dimethandrolone là một proestogen mạnh ngoài AAS. Khách sạn này có thể phục vụ để tăng cường hoạt động antigonadotropic của nó, do đó có thể cải thiện hiệu quả của nó như là một tác nhân chống nhiễm trùng và ngừa thai nam. Điều này là nổi bật và có khả năng có lợi vì các biện pháp tránh thai nam chỉ dựa trên androgen đã không tạo ra azoospermia thỏa đáng ở khoảng một phần ba nam giới.
Dimethandrolone đã cho thấy tiềm năng tối thiểu đối với nhiễm độc gan trong các nghiên cứu trên động vật, điều này phù hợp với thực tế rằng nó không phải là AAS 17 -kiềm hóa.

## Hóa học
Dimethandrolone, còn được gọi là 7α, 11β-dimethyl-19-nortestosterone hoặc như 7α, 11β-dimethylestr-4-en-17β-ol-3-one, là một tổng hợp estrane steroid và một dẫn xuất không 17α-alkylated của nandrolone (19-nortestosterone).

### Este
Bên cạnh những C17β undecanoate este của dimethandrolone, DMAU (CDB-4521), một vài este khác, chẳng hạn như dimethandrolone buciclate (CDB-4386A) và dimethandrolone dodecylcacbonat (CDB-4730), cũng đã còn phát triển.

### Chất tương tự
AAS khác có liên quan chặt chẽ với dimethandrolone (ngoài nandrolone) bao gồm trestolone (còn gọi là 7α-methyl-19-nortestosterone (ment)) và 11β-methyl-19-nortestosterone (11β-MNT) và este C17β trestolone axetat và 11β-MNT dodecylcacbonat (11β-MNTDC).

## Lịch sử
Một bằng sáng chế cho dimethandrolone đã được nộp vào năm 1997 và được cấp vào năm 1999. Sau đó, bằng sáng chế về DMAU và dimethandrolone buciclate đã được nộp vào năm 2002 và được cấp cho chính phủ Hoa Kỳ vào năm 2003. Dimethandrolone được phát triển với tên mã CDB-1321 bởi Chi nhánh Phát triển Tránh thai của Viện Sức khỏe Trẻ em và Phát triển Con người, một trong những Viện Y tế Quốc gia thuộc Bộ Y tế và Dịch vụ Nhân sinh Hoa Kỳ.